# Nangong
Nangong är en stad på häradsnivå i norra Kina. Den  är en del av Xingtais stad på prefekturnivå  i provinsen Hebei, omkring 300 kilometer söder om huvudstaden Peking. 
Staden har ungefär en halv miljon invånare på en yta av 854 km². 

## Demografi
| Område                         | Invånarantal 1 juli 1990 | Invånarantal 1 november 2000 |
| ------------------------------ | ------------------------ | ---------------------------- |
| Stad (de jure)                 | Ingen uppgift            | 465 384                      |
| Stad (de facto)                | 429 588                  | 467 356                      |
| Urban befolkning (de facto)    | 80 383                   | 126 690                      |
| ...varav centralort (de facto) | 73 622                   | Ingen uppgift                |